# لوئی سوم (نابینا)
لوئی سوم یا لوئی نابینا (حدود ۸۸۰ – ۲۸ ژوئن ۹۲۸) شاه پروونس از ۱۱ ژانویه ۸۸۷ میلادی، شاه ایتالیا از ۱۲ اکتبر ۹۰۰ میلادی و امپراتور مقدس روم با عنوان لودوویکو سوم از سال ۹۰۱ تا ۹۰۵ میلادی بود. او فرزند بوسو (غاصب پروونس) و ارمنگارد (دختر امپراتور لوئی دوم، پادشاه ایتالیا) بود.